# Asterogyne spicata
Asterogyne spicata är en enhjärtbladig växtart som först beskrevs av Harold Emery Moore, och fick sitt nu gällande namn av Jan Gerard Wessels Boer. Asterogyne spicata ingår i släktet Asterogyne och familjen Arecaceae. IUCN kategoriserar arten globalt som sårbar. Inga underarter finns listade i Catalogue of Life.